# Mary Sears (Ozeanografin)

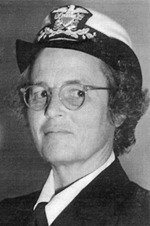
Mary Sears

 Mary Sears (* 18. Juli 1905 in Wayland, Massachusetts, USA; † 2. September 1997 in Woods Hole, Massachusetts, USA) war eine US-amerikanische Zoologin und Ozeanografin. Sie war Kommandantin der United States Navy Reserve und Ozeanografin an der Woods Hole Oceanographic Institution (WHOI).

## Leben und Werk
Sears war das älteste von sechs Kindern. Ihre Mutter starb 1911 und ihr Vater zog nach Europa und überließ die Kinder bei Haushaltshilfen, Verwandten und Freunden. Sie machte 1923 ihren Abschluss an der Winsor School in Boston und studierte dann am Radcliffe College. Dort erhielt sie 1927 einen Bachelor-Abschluss, 1929 einen Master-Abschluss und promovierte 1933 in Zoologie. Als Doktorandin arbeitete sie an der Harvard University bei Henry Bryant Bigelow, einem Gründer und ersten Direktor der Woods Hole Oceanographic Institution (WHOI). Während dieser Zeit unterstützte sie Bigelow bei Veröffentlichungen zu einer Reihe von Meeresthemen und war bei vielen Diskussionen anwesend, die nicht nur zur Gründung der WHOI führten, sondern auch beim Entwurf und Erwerb der Ketsch Atlantis, des kleineren Schiffes Asterias und der Bau des ersten Labors.

## Forschung an der  Woods Hole Oceanographic Institution
Als die Finanzierung es dem WHOI 1932 ermöglichte, den ganzjährigen Betrieb aufzunehmen, begann sie im Sommer als Planktonologin zu arbeiten und war eine der ersten zehn wissenschaftlichen Mitarbeiterinnen, die zum Personal der Institution ernannt wurden. Sie arbeitete von 1932 bis 1943 im Sommer als Planktonologin und verbrachte die Herbst- und Frühlingssemester am Louis Agassiz Museum of Comparative Zoology in Cambridge.
1939 wurde sie als Juniorbiologin und 1940 ganzjährig zur Planktonologin ernannt. Während dieser Zeit war sie von 1933 bis 1949 auch als Forschungsassistentin an der Harvard University, von 1934 bis 1940 als Tutorin am Radcliffe College und von 1938 bis 1943 als Dozentin am Wellesley College tätig. Dort wurde sie zur Erforschung der Chincha-Inseln der Pisco Bay vor Peru 1941 als Stipendiatin und Fakultätsmitglied des Ausschusses für interamerikanische Kultur und Kultur des Wellesley College ernannt. Der Ornithologe William Vogt bat sie um Hilfe bei der Analyse, warum Guanovögel in Peru, die sich von Sardellen aus dem Meer ernährten, in großer Zahl starben. Sears reiste nach Peru, wo sie sechs Monate lang auf einem Trawler mit einer rein männlichen Besatzung um die Pisco Bay und darüber hinaus segelte. Bei der WHOI durfte Sears davor als Frau nicht auf dem Hauptforschungsschiff der Institution, der Atlantis, mitfahren. Das Fehlen separater Toiletten für Frauen auf der Atlantis wurde als Rechtfertigung dafür angeführt. Dies war jedoch in Peru nicht der Fall und Sears segelte mit Männern auf Forschungsfahrten. Sears setzte ihre Forschungen an der Küste Perus fort, bis Amerika in den Zweiten Weltkrieg eintrat.
Nach ihrer Rückkehr 1942 in die Vereinigten Staaten schloss sie sich einer Gruppe an, die die Seepocken und die Vegetation erforschte, die sich auf Schiffsrümpfen ansammelten. Die Ablagerungen erhöhten den Strömungswiderstand und verringerten die Kraftstoffeffizienz bei langen Fahrten um 10 Prozent oder mehr. Sears stellte eine umfangreiche Bibliographie über Meereslebewesen zusammen, die an den Ablagerungen an den Schiffen beteiligt waren.

## Forschung beim Women Accepted for Volunteer Emergency Service
1942 trat Sears in die United States Naval Reserve ein und wurde als Leutnant der Junior-Klasse bei den WAVES (Women Accepted for Volunteer Emergency Service) eingesetzt. Sie besuchte die Naval Reserve Midshipmen's School am Mount Holyoke in South Hadley, Massachusetts, einem von nur zwei Orten, an denen Frauen eine Ausbildung zu Marineoffizieren absolvieren konnten. Im April 1943 schloss sie ihr Studium ab und begann am Hydrographic Office („Hydro“) der Marine zu arbeiten. Im April 1943 wurde sie Leiterin der neuen Oceanographic Unit (OU) des Navy Hydrographic Office. Bis 1944 weiteten die Joint Chiefs of Staff die Verantwortung von Sears auf die Führung von mehr als 400 Mann aus. Ihre Einheit hatte die Aufgabe, die Marine bei strategischen Manövern zu unterstützen, indem sie Gezeiten, Brandungshöhen und andere ozeanische Messwerte analysierte, um der Marine einen strategischen Vorteil gegenüber den Gegnern des Landes zu verschaffen.
Die Forschungen von Sears während ihrer Zeit im WAVES erwiesen sich als entscheidend für die Überlebensfähigkeit der U-Boote der US-Marine während des Krieges. Ihre Geheimdienstberichte Submarine Supplements to the Sailing Directions sagten das Vorhandensein von Thermoklinen voraus, Bereiche mit schnellen Wassertemperaturänderungen, unter denen sich ein U-Boot verstecken könnte, um der Entdeckung durch Oberflächensonar zu entgehen.
Sears und ihre Abteilung erstellten Berichte, die für die Marine immer nützlicher wurden, vor allem über U-Boot-Aktivitäten. Ihre Arbeit umfasste auch die Auswahl von Standorten für Atombombentests, beispielsweise die Tests im Bikini-Atoll. Nach ihrer Tätigkeit bei den USNR WAVES erhielt Sears die Johannes-Schmidt-Medaille für ihre Beiträge zur Meereswissenschaft und Marineozeanographie während des Krieges.

## Nachkriegszeit
Mit einem Stipendium der Rask-Orsted-Stiftung verbrachte sie nach dem Krieg ein Jahr in Kopenhagen. 1947 kehrte Sears nach Woods Hole zurück und wurde in die Naval Reserve versetzt und ging 1963 als Kommandeurin in den Ruhestand. Woods Hole ernannte sie zur leitenden Wissenschaftlerin in der Biologieabteilung, aus der sie 1970 ausschied.
Während das Verbot für Frauen auf See immer noch in Kraft war, unterstützte sie bei der Veröffentlichung von Arbeiten von WHOI-Mitarbeitern. Sie war an der Zusammenstellung von Publikationsverzeichnissen, beim Sammeln von Nachdrucken und bei der Überwachung des Jahresberichts und der Zusammenfassung der Untersuchungen beteiligt. Ab den frühen 1950er Jahren gründete Sears zwei von Experten begutachtete Fachzeitschriften Deep-Sea Research und Progress in Oceanography, in denen ihre Kollegen ihre Ergebnisse veröffentlichen konnten. Sie war 1953 Gründungsherausgeberin von Deep-Sea Research und war Herausgeberin bis 1974.
Sears leitete den Ersten Internationalen Kongress für Ozeanographie, der 1959 bei den Vereinten Nationen in New York stattfand und erstmals Meeresforscher aus der ganzen Welt zusammenbrachte. Von 1958 bis 1960 war sie Mitglied des Joint Committee on Oceanography des International Council of Scientific Unions. 1963 wurde Sears zum Senior Scientist in Biology befördert und behielt diese Position bis zu ihrer Pensionierung im Jahr 1970.
Von 1956 bis 1962 war sie Treuhänderin des Marine Biological Laboratory und von 1976 bis zu ihrem Tod emeritierte Treuhänderin. Sie war auch ein lebenslanges Mitglied der Corporation of the Bermuda Biological Station. Sie war Fellow der American Association for the Advancement of Science und war Mitglied zahlreicher weiterer Fachgesellschaften und Organisationen.

## Auszeichnungen und Ehrungen

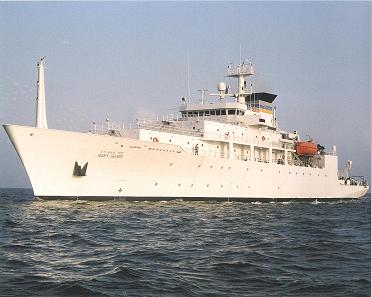
USNS Mary Sears (T-AGS-65)

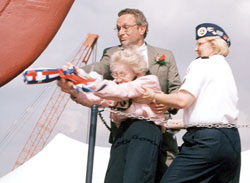
Beamte unterstützen Leila Sears, Mary Sears Schwester, bei der Taufe des neuesten Forschungsschiffs der Marine: USNS Mary Sears. (Foto mit freundlicher Genehmigung der US Navy)

- 1946: Johannes-Schmidt-Medaille für ihre zahlreichen Beiträge zur Meeresforschung und Marineozeanographie während des Krieges
- 1960: Fellow der American Association for the Advancement of Science
- 1964: Mitglied der American Academy of Arts and Sciences
- 1962: Ehrendoktorwürde des Mount Holyoke College
- 1974: Ehrendoktorwürde der Southeastern Massachusetts University (heute University of Massachusetts Dartmouth)
- 1992: Alumnae Recognition Award
- 1996: Frau des Jahres, Falmouth Business and Professional Women’s Organization
- Die Oceanography Society verleiht die Mary-Sears-Medaille
- Sears war die erste Empfängerin des ursprünglichen Women Pioneers in Oceanography Award, als dieser 1994 ins Leben gerufen wurde. Sears verstarb im September 1997 und im Dezember 1999 wurde der Award in Oceanography Award zu Ehren von Mary Sears umbenannt.
- Im Oktober 2000 taufte die US-Marine ein neues Marineforschungsschiff, ihr sechstes ozeanographisches Vermessungsschiff der Pathfinder-Klasse, auf den Namen USNS Mary Sears. Laut ihrer WHOI-Biografie war dies das erste Mal in deren 225-jährigen Geschichte, dass die Marine ein Forschungsschiff nach einer Frau benannte[7][8]

## Veröffentlichungen (Auswahl)
- mit D. Merriman: Oceanography: The Past. Springer-Verlag, 2011, ISBN 978-1-4613-8092-4.